# Слобідка-Кадиївська
Слобідка-Кадиївська — село в Україні, у Ярмолинецькій селищній громаді Хмельницького району Хмельницької області. Населення становить 186 осіб.

## Географія
Селом тече річка Безіменна.

## Символіка

### Герб
В розтятому лазуровим і зеленим щиті золота булава в стовп з навершям у вигляді соняха, супроводжувана по сторонам двома золотими соняхами. Щит вписаний в золотий декоративний картуш і увінчаний золотою сільською короною. Унизу картуша напис "СЛОБІДКА-КАДИЇВСЬКА".

### Прапор
Квадратне полотнище розділене вертикально на дві рівновеликі частини – синю і зелену. В центрі жовта вертикальна булава в стовп з навершям у вигляді соняха, супроводжувана по сторонам двома жовтими соняхами.

### Пояснення символіки
Стилізована булава – ознака назви, оскільки слобідка – оселя з власним самоврядуванням. Навершя у вигляді соняха символізує колишнє підпорядкування Кадиївці, в гербі якої також присутній сонях. 
На прапорі повторюються кольори і фігури герба.

## Галерея

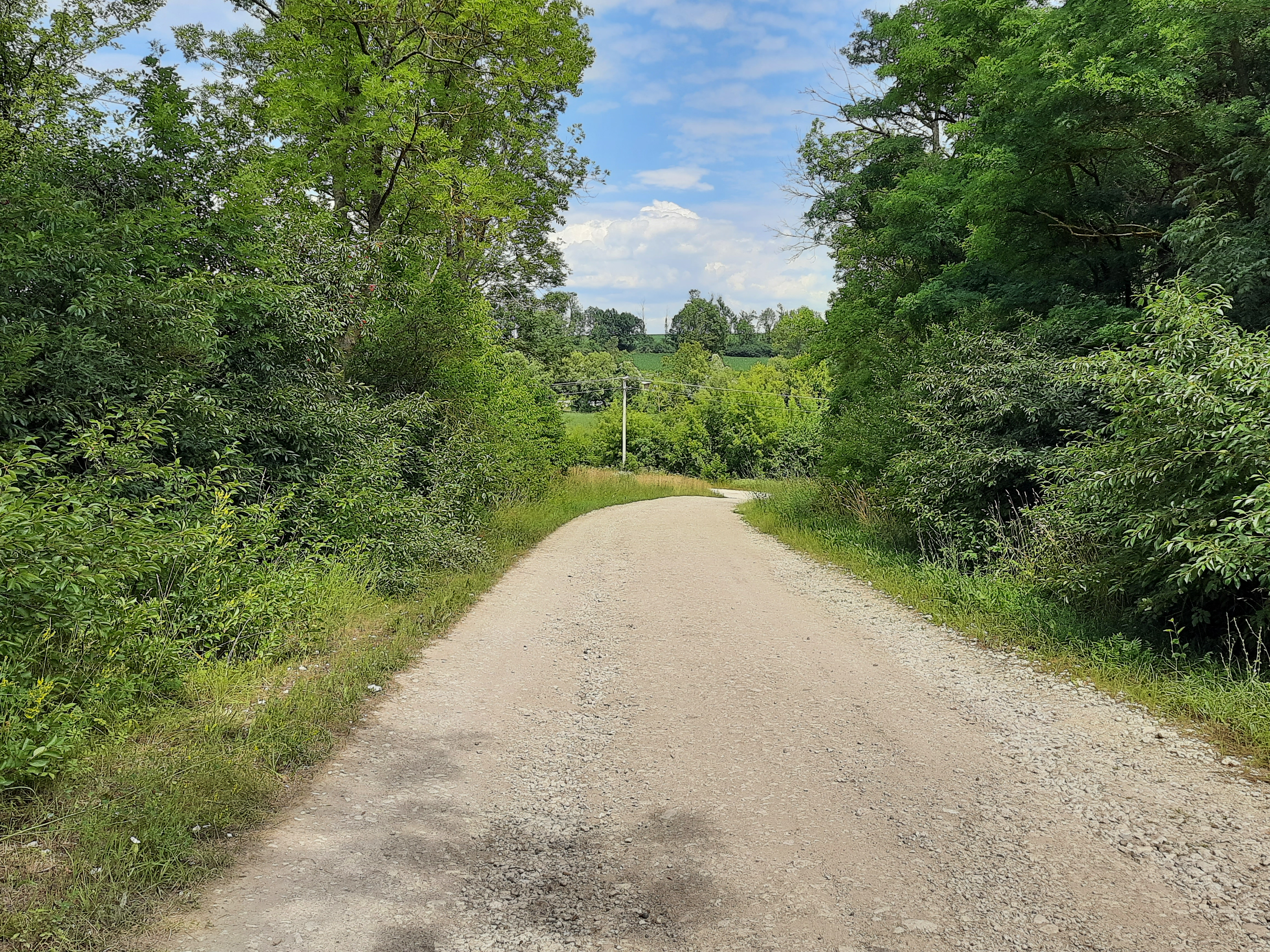
Дорога в село
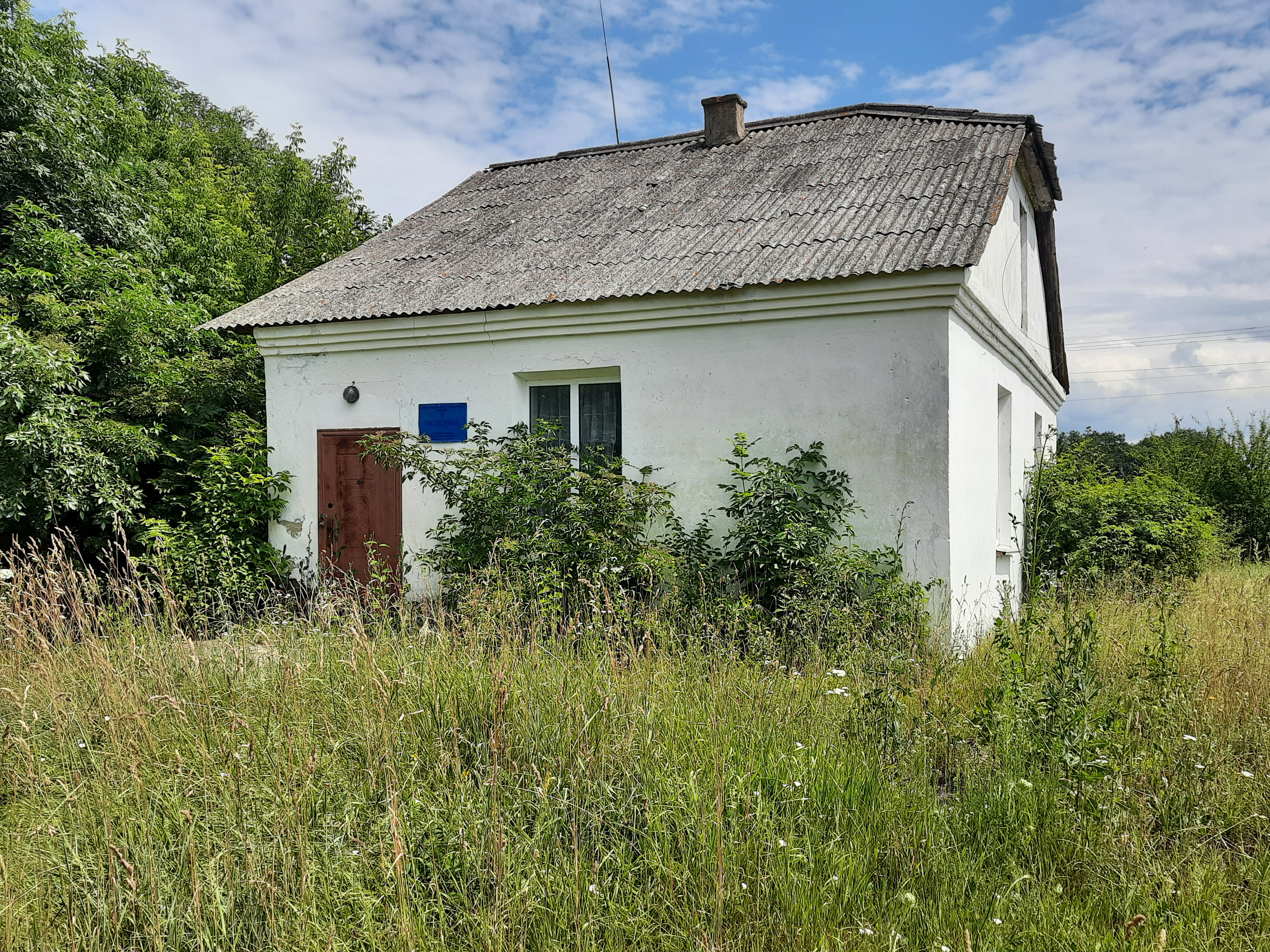
Фельдшерський пункт
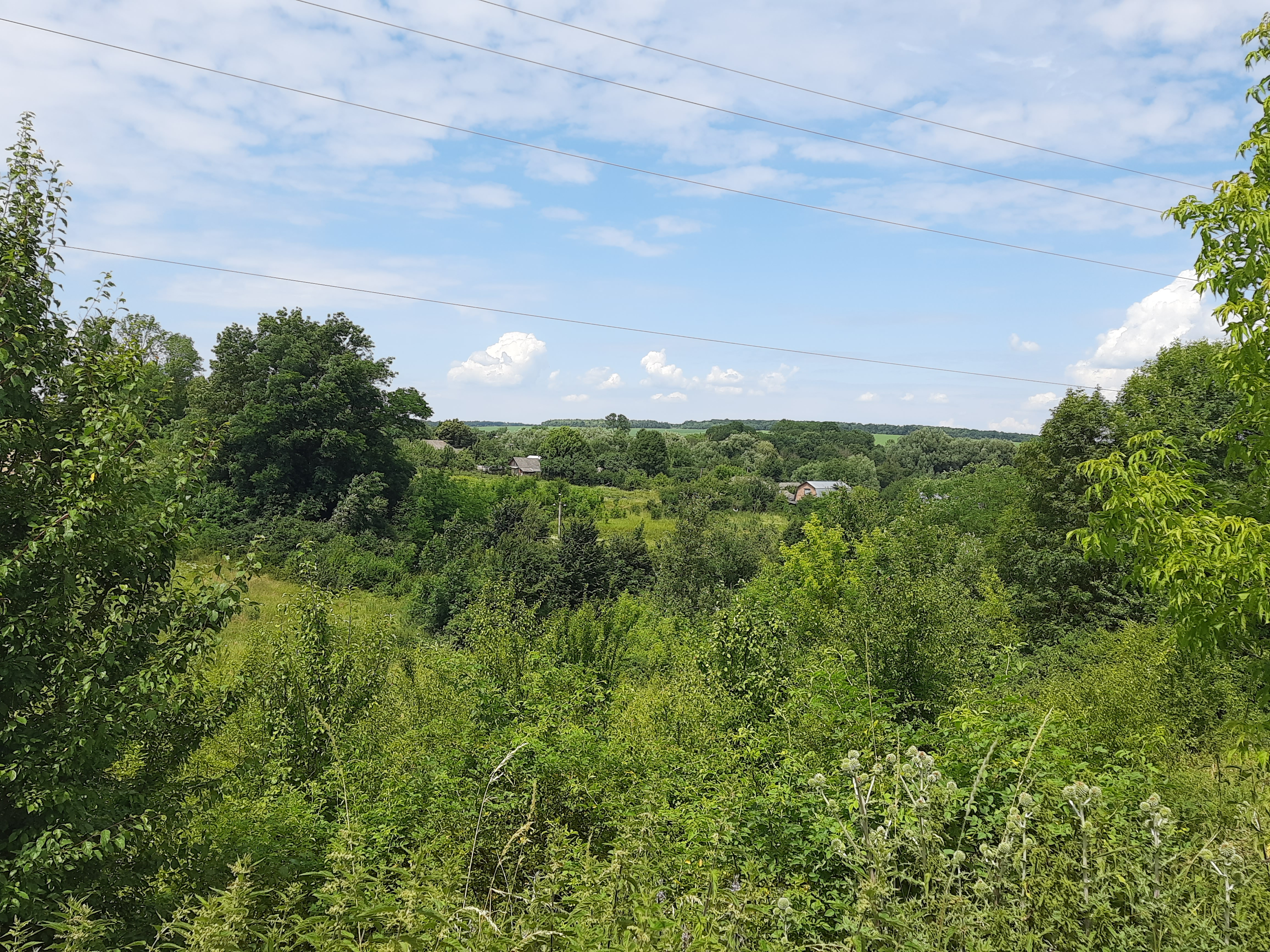
Сільський краєвид
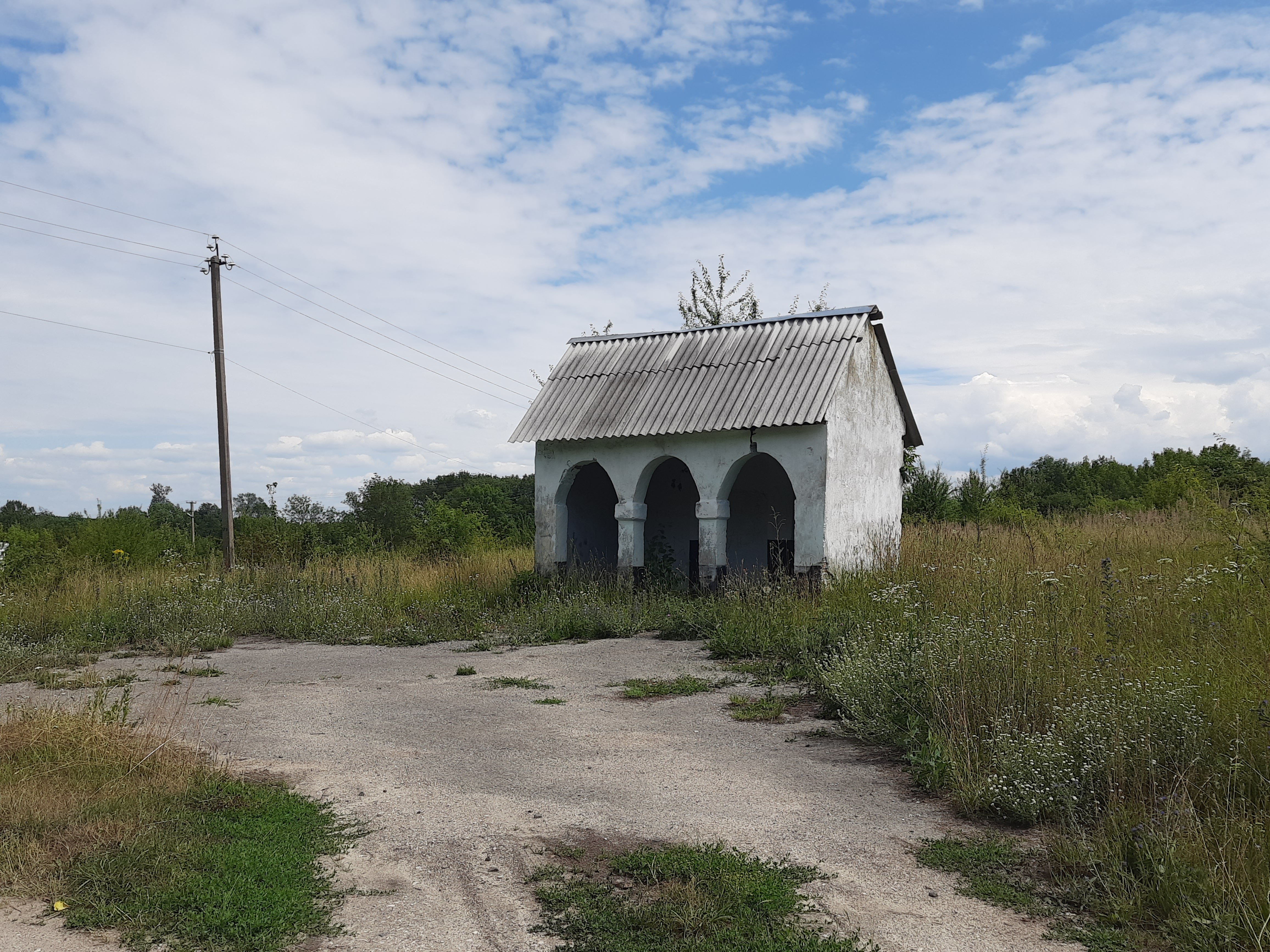
Автобусна зупинка

| Україна | Це незавершена стаття з географії України. Ви можете допомогти проєкту, виправивши або дописавши її. |